# Успение Богородично (Елбасан)
„Успение Богородично“ (на албански: Kisha e Shën Mërisë) е православна църква в град Елбасан, Албания. В 1963 година църквата е обявена за културен паметник на Албания под № 50.

## Местоположение
Църквата е разположена в рамките на средновековната Елбасанска крепост, в северната ѝ част.

## История
Изграждането на храма започва в 1486 година, но първата служба е извършена в 1556 година. Според записките на семейната кондика Делиана църквата изгаря в 1818 година. От датировката на външната страна на апсидата се разбира, че е възстановена в 1833 година.
В храма служат Фан Ноли, Висарион Джувани и други видни албански национални дейци.
От 1993 година църквата е в ръцете на разколническа националистическа групировка, начело с Никола Марку, която не признава каноничното управление на Албанската православна църква, което според нея е под силно гръцко влияние.

## Описание
Църквата е изцяло каменна, трикорабна базилика с полусферичен таван. На запад има притвор с женска църква над него. На изток има три апсиди, като централната е с внушителни размери. От запад, юг и север има открит трем на каменни арки.
Камбанарията е по-късна, което се вижда от архитектурния стил и от материала – червена тухла.
Зад апсидата е гробът на Констандин Кристофориди.
Иконостасът на храма е дело на видните дебърски майстори от рода Филипови – братята Васил Аврамов и Филип Аврамов. Работата по иконостаса продължава 10 години.
Иконите на иконостаса и царските двери са дело на самаринските майстори Михаил Анагност и Димитър Михайлов (1826 – 1828). Михаил е автор на престолните икони „Свети Георги“, „Свети Никола“, „Богородица Царица с Христос“, „Исус Христос“, „Свети Йоан Предтеча“ и изписаването на царските двери, както и на другите икони от иконостаса, някои от които датирани 1828 година.
В 2008 година църквата и иконостасът са реставрирани.